# Sanda Mamić
Sanda Mamić (Zagreb, 22 maart 1985) is een tennisspeelster uit Kroatië.

## Loopbaan
In 2000 speelde Mamić haar eerste ITF-toernooi in Kroatië; een jaar later bereikte zij haar eerste ITF-finale in Hvar. In 2003 won ze haar eerste ITF-toernooi in Yamaguchi. In 2004 bereikte ze de kwartfinale van het WTA-toernooi van Boedapest, en later dat jaar speelde Mamić haar grandslamdebuut op Roland Garros. In 2005 plaatste ze zich voor alle grandslamtoernooien, maar kwam enkel op Roland Garros een ronde verder. 
In 2006 speelde ze helemaal niet meer door een blessure aan haar pols, die haar uiteindelijk twee jaar van de tennisbaan hield. In 2008/2009 had haar carrière nog een korte opleving.

## Posities op deWTA-ranglijst
Positie per einde seizoen:
| jaar | rang enkelspel | rang dubbelspel |
| ---- | -------------- | --------------- |
| 2000 | 1120           | 686             |
| 2001 | 523            | 686             |
| 2002 | 550            | 741             |
| 2003 | 229            | 374             |
| 2004 | 101            | –               |
| 2005 | 158            | –               |
|      |                |                 |
| 2008 | 202            | –               |
| 2009 | 641            | –               |

## Resultaten grandslamtoernooien
| Legenda | Legenda                          |
| ------- | -------------------------------- |
| g.t.    | geen toernooi gehouden           |
| l.c.    | lagere categorie                 |
| –       | niet deelgenomen                 |
| G       | uitgeschakeld in de groepsfase   |
| 1R      | uitgeschakeld in de eerste ronde |
| 2R      | uitgeschakeld in de tweede ronde |
| 3R      | uitgeschakeld in de derde ronde  |
| 4R      | uitgeschakeld in de vierde ronde |
| KF      | uitgeschakeld in de kwartfinale  |
| HF      | uitgeschakeld in de halve finale |
| F       | de finale verloren               |
| W       | het toernooi gewonnen            |
| w-v     | winst/verlies-balans             |

### Enkelspel
| Toernooi        | 2004 | 2005 |    | 2008 | w-v |
| --------------- | ---- | ---- | -- | ---- | --- |
| Australian Open | –    | 1R   | –  | 0-1  |     |
| Roland Garros   | 1R   | 2R   | 2R | 2-3  |     |
| Wimbledon       | –    | 1R   | –  | 0-1  |     |
| US Open         | –    | 1R   | –  | 0-1  |     |

### Vrouwendubbelspel
| Toernooi        | 2005 | w-v |
| --------------- | ---- | --- |
| Australian Open | –    | 0-0 |
| Roland Garros   | –    | 0-0 |
| Wimbledon       | 1R   | 0-1 |
| US Open         | 1R   | 0-1 |